# The Power of Love (film 1922)

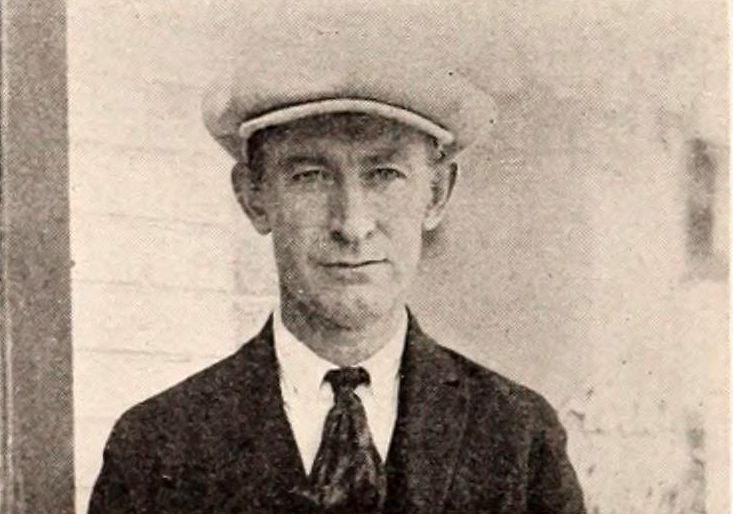
Harry K. Fairall

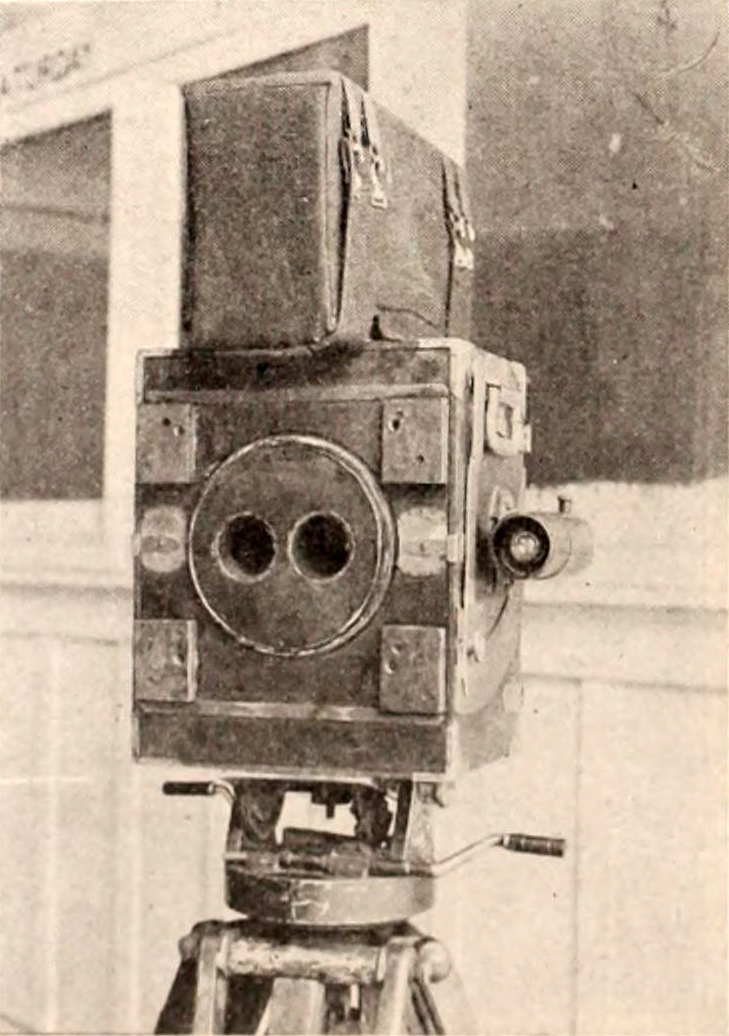
3D camera

 The Power of Love – amerykański film z 1922 roku. Pierwszy w historii kinematografii film 3D zaprezentowany publiczności. Pokaz filmu odbył się 27 września 1922 roku w hotelu Ambasador w Los Angeles.

## Obsada
- Elliot Sparling
- Barbara Bedford
- Noah Beery
- Aileen Manning